# Strelicja

Strelitzia juncea

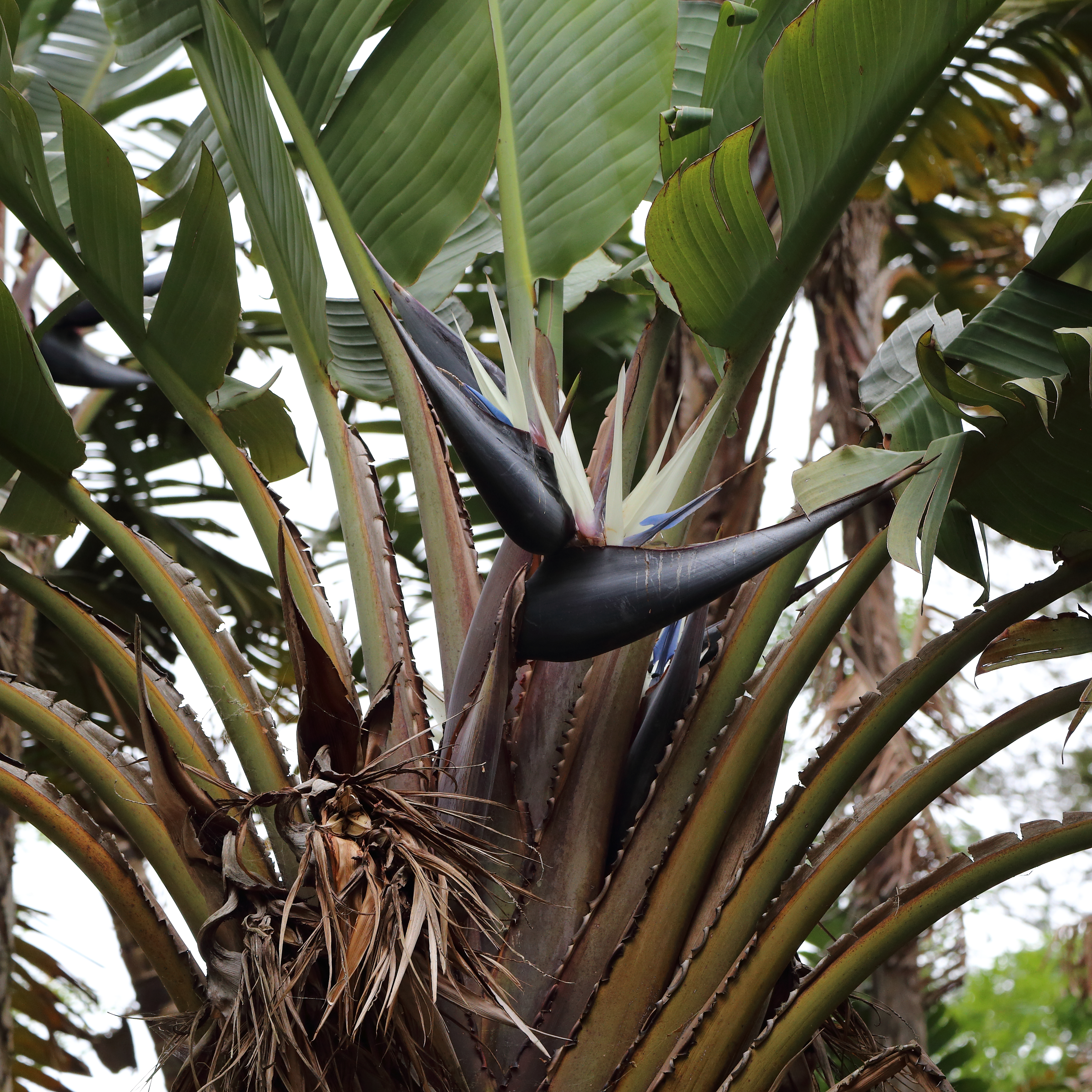
Strelitzia nicolai

Strelicja (Strelitzia) – rodzaj roślin rodziny strelicjowatych. Obejmuje 5 gatunków występujących naturalnie w południowej Afryce (Mozambik, Zimbabwe, Południowa Afryka, Botswana, Eswatini). Jako rośliny introdukowane rosną w stanie dzikim w Meksyku oraz na wyspach Juan Fernández. Rozpowszechniony w uprawie (w klimacie umiarkowanym jako roślina szklarniowa uprawiana na kwiat cięty) jest jeden gatunek – strelicja królewska S. reginae. Kwiaty przystosowane są do zapylania przez ptaki. Naukowa nazwa rodzajowa upamiętnia brytyjską królową Zofię Charlottę z Meklemburgii-Strelitz (1744–1818).

## Morfologia
PokrójRośliny zróżnicowane pod względem wielkości – osiągają od ok. 1 do 10 m wysokości (S. nicolai).
LiścieDwurzędowe, z pochwą liściową, ogonkiem (czasem go brak) i blaszką liściową (brak jej u S. juncea).
KwiatyEfektowne, grzbieciste kwiaty wyrastają między odstającymi osłonami i wsparte są łódkowatą podsadką (pochwą kwiatową). Trzy zewnętrzne listki okwiatu są wąskolancetowate i zaostrzone. Z wewnętrznych płatków środkowy jest krótki i łódkowaty, a boczne są zredukowane, przylegają do siebie tworząc strzałkowaty organ ukrywający pięć pręcików i słupek.
OwoceTrójkomorowe torebki.

## Systematyka
Jeden z trzech rodzajów z rodziny
Wykaz gatunków
- Strelitzia alba (L.f.) Skeels – strelicja okazała
- Strelitzia caudata R.A.Dyer
- Strelitzia juncea (Ker Gawl.) Link
- Strelitzia nicolai Regel & K.Koch – strelicja Mikołaja
- Strelitzia reginae Banks – strelicja królewska